# Кордероїт
Кордероїт — надзвичайно рідкісний сульфідно-хлоридний мінерал ртуті з формулою Hg3S2Cl2. Він кристалізується в ізометричній кристалічній системі. М'який, від 1,5 до 2 за шкалою Мооса, колір варіює від світло-сірого до чорного і (рідко) рожевого або жовтого.
Вперше його було описано в 1974 році для проявів у ртутній копальні «Макдермітт» в окрузі Гумбольдт, штат Невада. Назва походить від старої назви копальні — «Кордеро» (англ. Cordero Mine).

## Структура
Кордероїт має ланцюги у формі колінчастого вала, які перехресно з'єднані додатковим Hg²+. Відстань між катіоном Hg і аніоном S становить 2,422 ангстрема. Кут Hg-S-HG= 94,1° і кут S-Hg-S= 165,1°. Різноманітні сульфідні галогеніди Hg мають спільну рису [HgS2X4] — 6 багатогранників, як і поліедри кордероїту, у якого X це Cl.

## Прояви
Основне місце проявів кордероїту в типовій місцевості — у верхньоміоценових відкладеннях безстічної області в межах потужної зони, близько 5-7 м, субпаралельно заляганню. Озерні відкладення, включаючи змінений ріолітовий туф і попіл, відкладалися на третинних ріолітових вулканічних породах. Кордероїт зустрічається у вигляді ізольованих зерен або з кіновар'ю як замінники. Кордероїт зустрічається як низькотемпературний гіпергенний мінерал.